# Leonardo Semplici

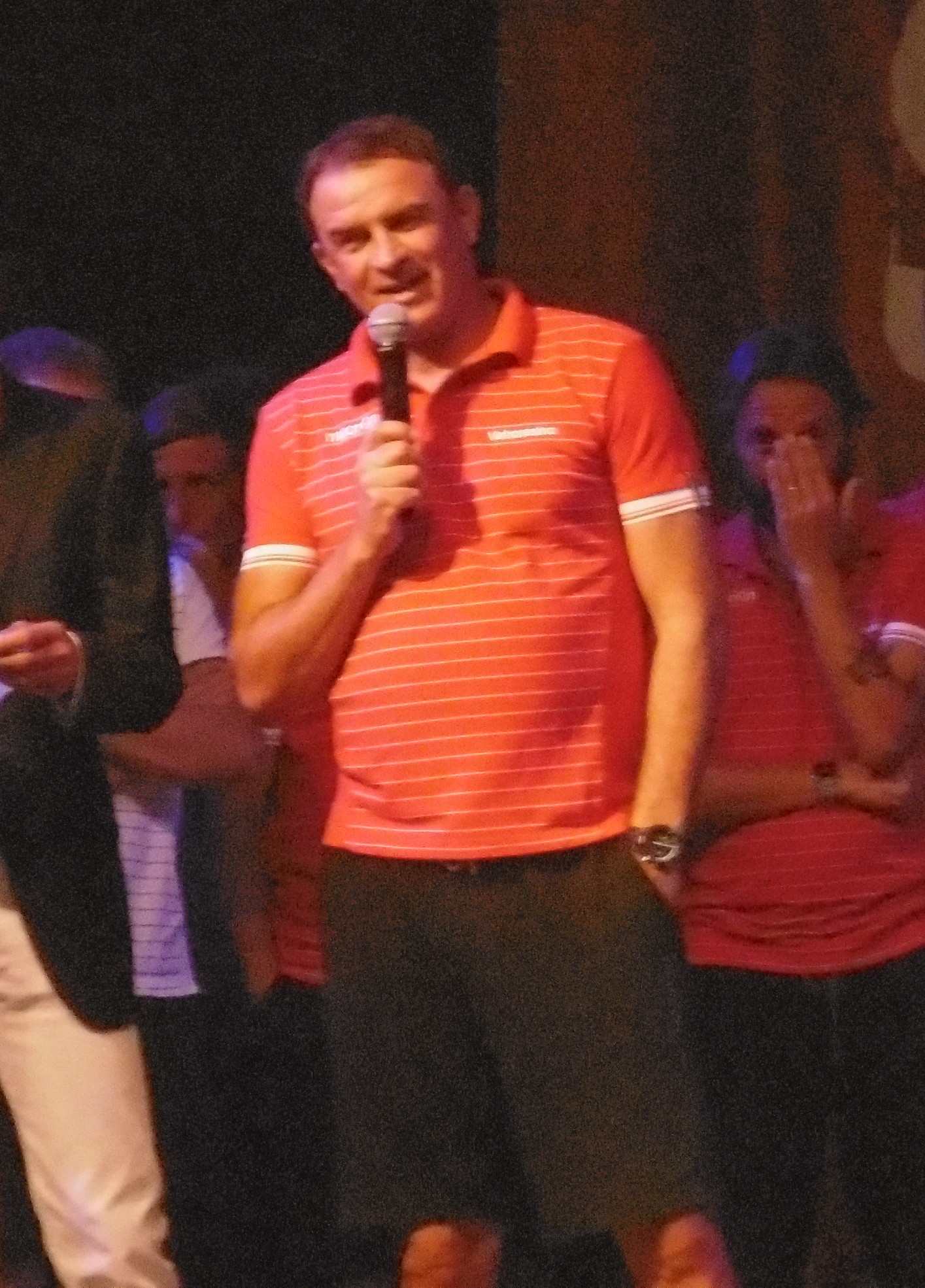
Leonardo Semplici (2017)

Leonardo Semplici (* 18. Juli 1967 in Florenz) ist ein ehemaliger italienischer Fußballspieler und heutiger -trainer. Als Spieler spielte er im defensiven Mittelfeld für Mannschaften wie Lucchese, Sorso und Cecina. Zuletzt trainierte er den Serie-A-Klub Cagliari Calcio.

## Karriere
Semplici beendete seine Karriere als aktiver Fußballer am 1. Juli 1991. Danach hatte er Stationen als Trainer bei den Mannschaften von Sangimignano (2004–2005), Figline (2005–2009), AC Arezzo (2009–2010) und AC Pisa (2010–2011). Im Juli 2011 wurde er Trainer der U19-Mannschaft der AC Florenz, bevor er am 8. Dezember 2014 zu der SPAL Ferrara wechselte. Er führte den Club von der Serie C in die Serie A. Im Februar 2020 entließ ihn der abstiegsgefährdete Club.